# Estació de Vallvidrera-Superior
Vallvidrera-Superior és l'estació superior del Funicular de Vallvidrera de FGC i està situada a la plaça de Pep Ventura del barri de Vallvidrera del districte de Sarrià - Sant Gervasi de Barcelona, a la cruïlla dels carrers de Queralt i de les Alberes.
L'edifici és una obra modernista de Barcelona protegida com a Bé Cultural d'Interès Local i es és obra de Bonaventura Conill i Montobbio de 1905.
L'any 2016 va registrar l'entrada de 449.950 passatgers.

## Història
1892 : Projecte del Ferrocarril Funicular entre Sarrià i Vallvidrera. Enginyers: Jimeno i Clario.1905 : Projecte de l'arquitecte Bonaventura Conill i Montobbio per a la construcció de les estacions superior i inferior del funicular.
Malgrat l'autoria del projecte s'atorga a l'arquitecte Bonaventura Conill i Montobbio, el crític Alexandre Cirici l'esmenta com a obra de Arnau Calvet. Es plausible que fos una construcció fruit de la col·laboració dels dos autors.

## Serveis ferroviaris
| Funicular de Vallvidrera de FGC |                         |       |          |                        |
| Procedència/Destinació          | <                       | Línia | >        | Procedència/Destinació |
| Peu del Funicular               | Carretera de les Aigües |       | terminal | terminal               |

## Edifici

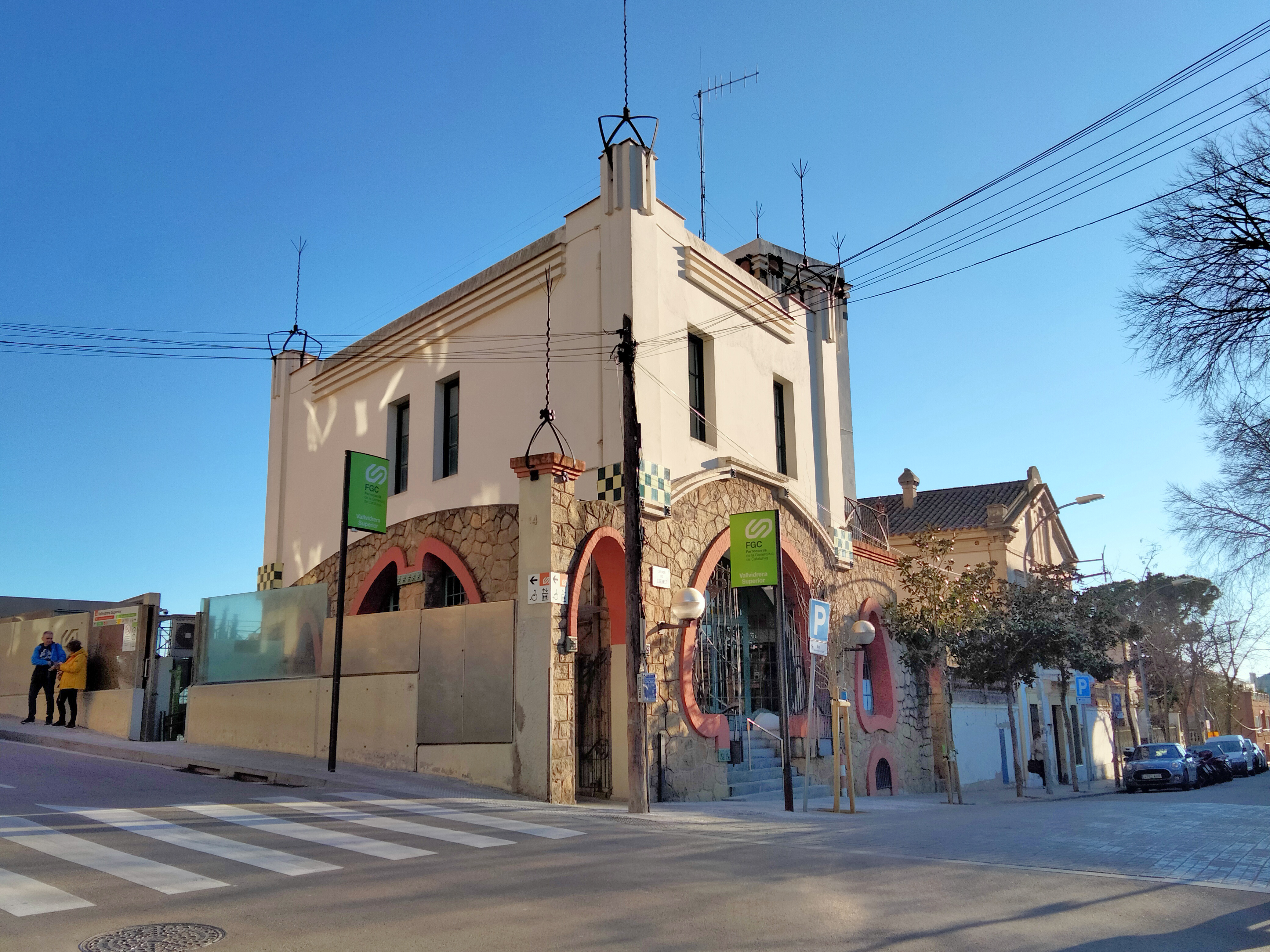
Edifici de l'estació

Ubicada al districte de Sarrià-Sant Gervasi. L'estació del funicular de Vallvidrera afronta a la plaça Pep Ventura en la confluència dels carrers Queralt i Alberes de Vallvidrera. És una construcció que enllaça l'estació de tren del peu de la muntanya amb el poble situat al cim. Ubica instal·lacions mecàniques i la descàrrega de passatgers en les plantes semi soterrades, destina la planta baixa a serveis als viatgers i la planta alta a espais administratius de l'empresa.

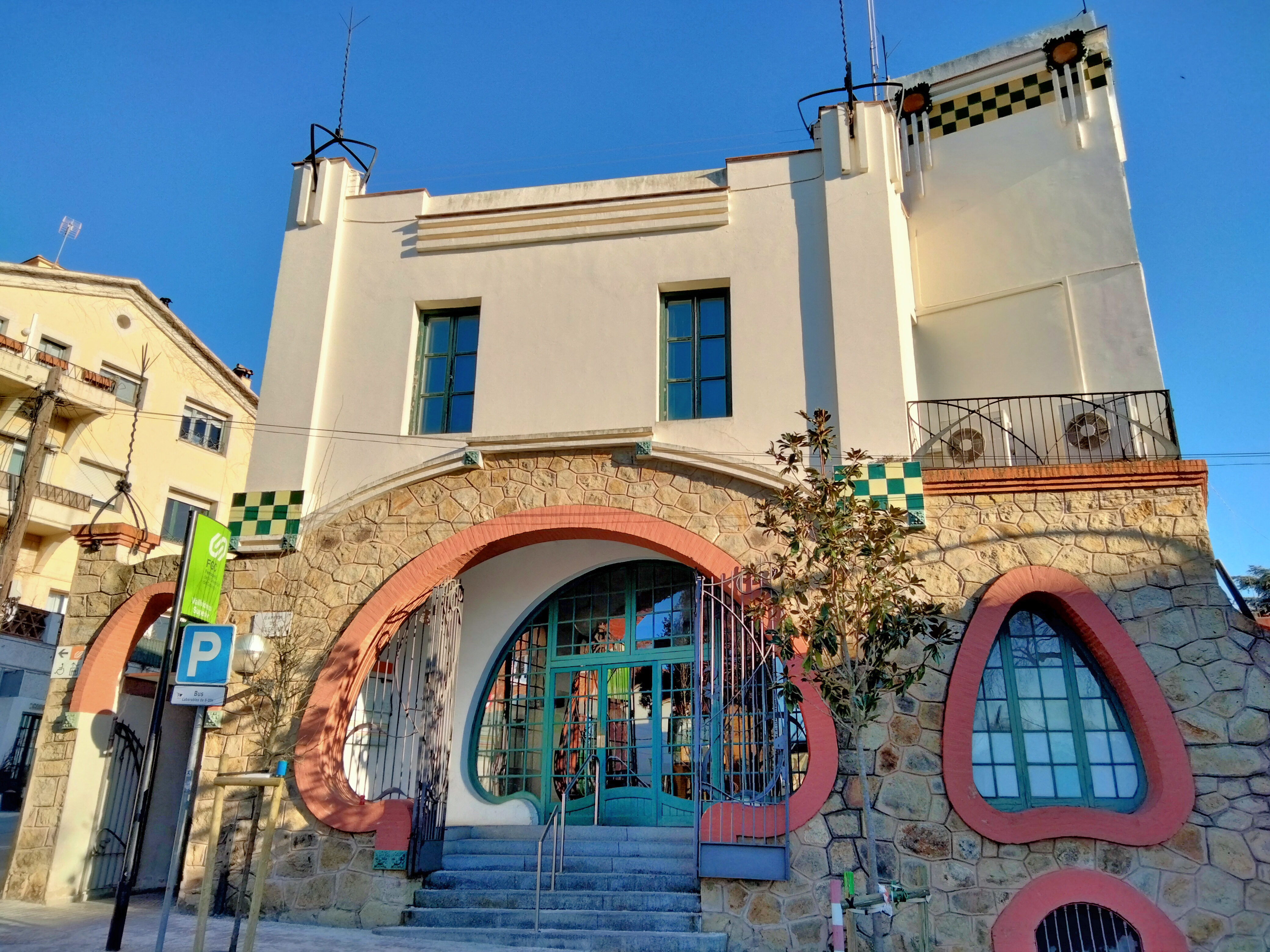
Façana principal i entrada a l'estació

L'accés per agafar el funicular es realitza per la façana principal que és la que dona a la plaça mentre que la sortida dels que arriben es realitza per un pas exterior a la cantonada de la finca, sense entrar en l'edifici.
La façana disposa d'una part baixa de tota l'alçada de la planta a mode de sòcol feta en pedra irregular. En aquest parament rugós apareixen unes obertures de finestres i portes de formes sinuoses formant arcs de varis centres. Tant la forma com la utilització de maó vist en el intradós són recursos estilístics propis del modernisme. En la part alta de l'edifici apareix una composició d'obertures aparellades sense cap mena de decoració. Tota la decoració queda reservada pels coronaments de la façana que utilitza senzills elements geomètrics lineals per ornar l'ampit del terrat i formar les quatre cantonades com pinacles geometritzats. Aquests elements de coronació estan rematats per lleugers remats de ferro forjat.
Cal destacar la petita torre badalot adossada al cos principal que disposa de més alçada que aquest i presenta unes decoracions més elaborades en la mateixa línia estètica i amb medallons ceràmics. La teulada és plana amb terrat.

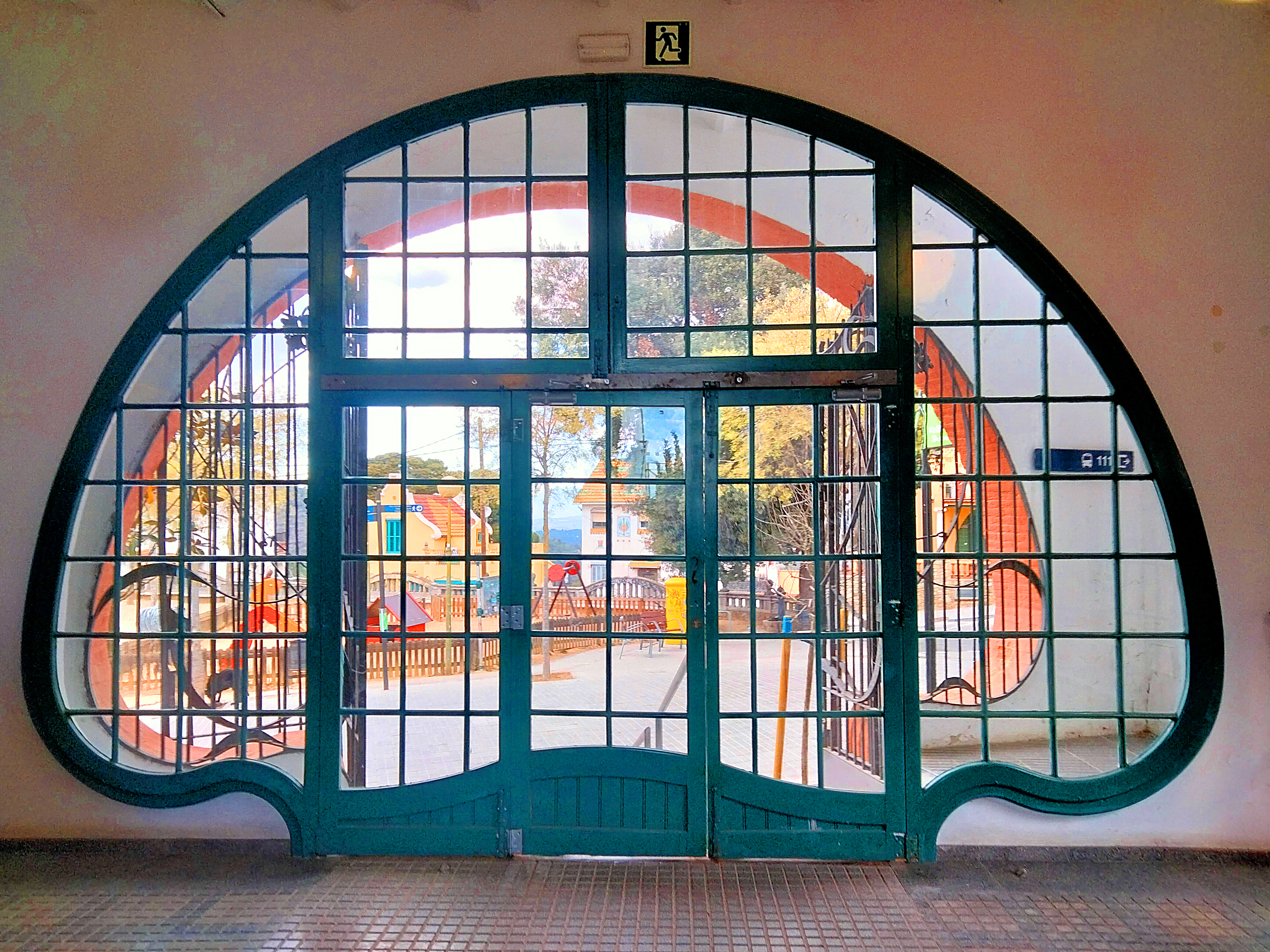
El portal arrodonit de vidre, vist des de l'interior

A l'interior trobem el vestíbul amb una segona arcada tancada amb fusteria i vidre que replica les formes del gran portal d'entrada. Artísticament cal destacar la tanca de la finca que utilitza els recursos formals del sòcol de l'edifici, les ceràmiques que decoren la façana i el treball de forja de les reixes del portal amb llargues cues de fuet.
Estilísticament es considera una obra modernista. Mentre en la planta baixa dominen les formes sinuoses de les obertures i la combinació innovadora de materials, la part alta presenta una sòbria decoració d'influència centreeuropea amb materials propis del modernisme català.